# パッケージデザイン
パッケージデザイン (packaging design) は、食品・飲料・日用品をはじめとした包装・容器を要する商品において、その商品特性やコンセプト・ユーザビリティなどを考慮し、グラフィックや形態を計画・検証・考案（デザイン）すること。

## 目的
ユーザビリティや内包する商品の品質を保つための構造といった実用面はもとより、店頭に陳列された際の商品の見え方や、ターゲットに対しての商品コンセプト・シズルの表現方法が、グラフィックを中心にあらゆる角度から計画・検証される。
流通や経済が発展しニーズが多様化した現代社会において、パッケージは内容物よりも先に生活者の知覚に作用する情報技術であり、その本質や魅力を的確に表現することはもとより、商品を使用するシチュエーションや生活スタイル・付加価値の提案など、新たな文化・価値観を生み出す役割も担っている。
パッケージデザインは、ブランドの価値を伝達しうる最大の価値媒体であり、商品・サービスのブランドイメージを形成する重要な役割を担うタッチポイントとして、パッケージデザインを専門に行う企業もある。

## 工程
グラフィックデザインの一分野としてグラフィックデザイナーが担当する場合が多いが、容器として立体造形の要素を多く含む場合には、プロダクトデザイナーが関わることもある。また、グラフィックをメインとし立体物としては比較的単純といえる外箱のデザインなどであっても、POPや什器などと同様、平面デザインに対して立体デザインと呼ばれることもある（この場合プロダクトデザインとは意味が異なる）。
対象物となる商品はCM・新聞・雑誌などのマス広告や、ポスター・SP（販売促進）ツール・POP・WEBなど、あらゆる媒体に広告展開されることや、商品そのものの企画・開発にクリエイターが関わるケースもある。メディアミックス・クロスメディアのように、あらゆる媒体が連携・融合しイメージや価値観が構築される現代、イコンかつ商品の一部であるパッケージデザインにおいてもクリエイティブディレクターやアートディレクターの役割が重要となっている。

## パッケージの構成要素

### 容器・包装
- 材質・形状・サイズ・色彩
- 箱・袋・ペットボトル・缶・包装紙・ラベル・ステッカーなど

### グラフィック
- ロゴタイプ・シンボルマーク・文字（コピー・表示）・写真・イラスト・キャラクターなど

### コピー
- ネーミング・キャッチコピー・ボディコピー

### 表示
- 製造物責任法に伴う表示・品質表示
- リサイクル識別表示マーク・バーコード

### 印刷・加工
- グラビア印刷・オフセット印刷・フレキソ印刷など
- ニス刷り・ビニール引き・フィルム貼り、ラミネート・プレス・エンボス加工など

## ダミー
パッケージデザインの過程においては、グラフィックソフトウェア・DTPのほか、場合によりCADなども利用される。これにより仕上がりを想定した原寸のダミーが制作され、検証・検討が行われる。

## 適正包装
上げ底などの過剰包装を制限するため、各自治体や業界団体で空間比率や包装費比率などに一定の基準を設けている。

## フレキシブルパッケージ
ゴミ処理やリサイクルを考慮し、袋などを用いた軽包装。環境に優しく、かつ低コストのため需要が高まっている。

## ギャラリー

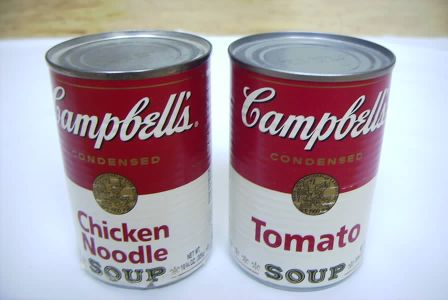
キャンベル・スープ缶
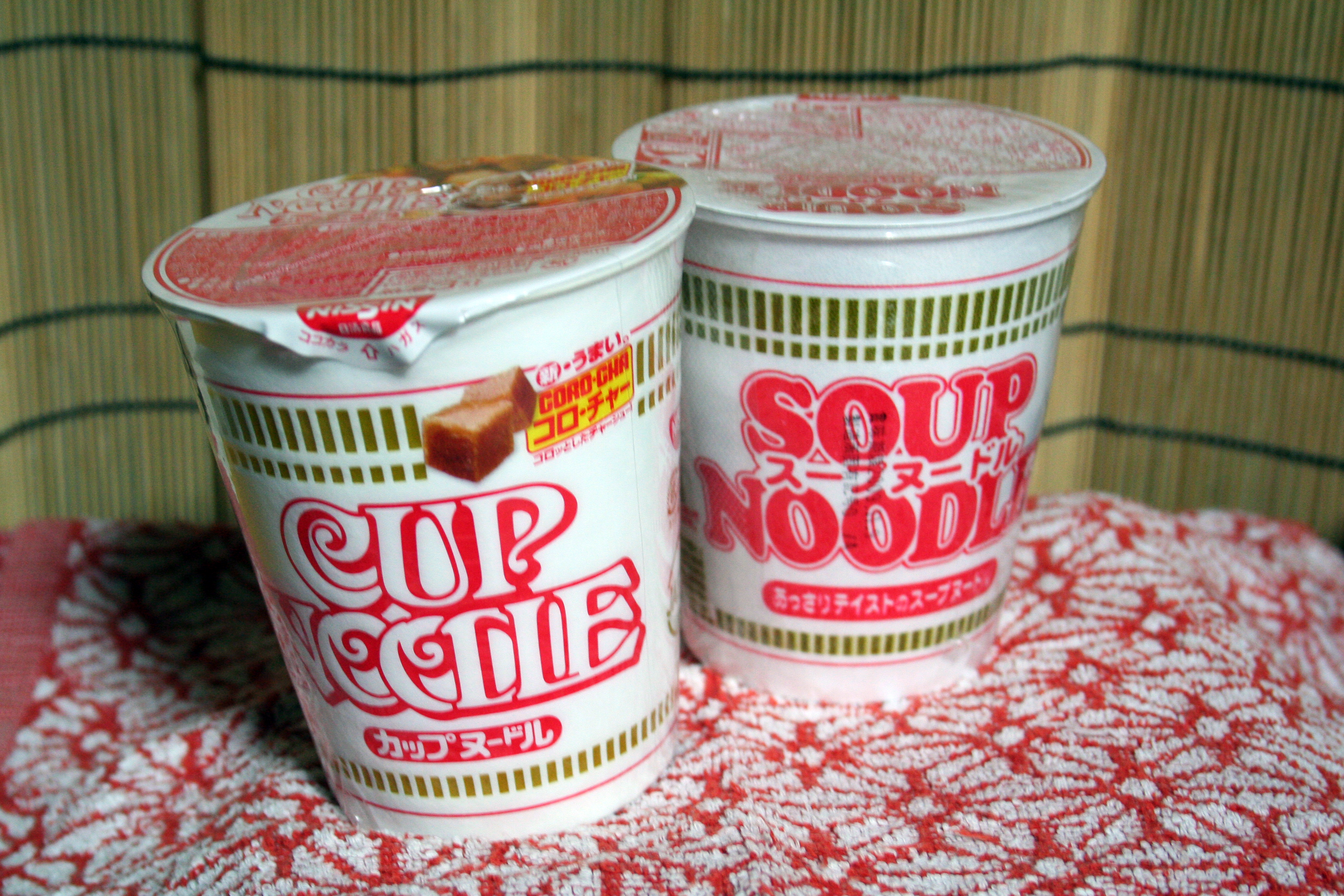
日清カップヌードル・スープヌードル